# Las primeras luces de la mañana
Las primeras luces de la mañana es la sexta novela del escritor Fabio Volo publicado en el 2011. Es la primera novela de Vuelo que tenga una protagonista, Elena, y está narrado por el punto de vista de la protagonista mientras lee su diario, así de crear algunos capítulos constituidos de las páginas de su diario y otros de sus recuerdos y consideraciones.

## Trama
Elena es una mujer en carrera casada con Paolo, con la cual tiene una relación tranquila pero monótona. Ella es una mujer infeliz que cree que "dos infelicidades juntas puedan dar una felicidad". Decide así de cambiar vida y de hacer resurgir su verdadero yo, abandonado desde tiempos. Se tira en una relación extra conyugal que la hace más feliz y satisfecha que nunca, pero su nuevo partner no logra expresar sus sentimientos, y por lo tanto después de un poco la historia falla. Pero Elena, ahora ya segura de sí misma y del su nueva manera de ser, decide cerrar definitivamente su matrimonio y de transferirse en un  piso en el cual empieza acostumbrarse a su vida en soledad. Encontrará luego el amor de su vida.

## Otros proyectos
- Wikiquote contiene citaciones desde Le prime luci del mattino
- Portal:letteratura. Contenido relacionado con letteratura.

- Datos: Q3828993